# Alfonso Fernández Torres
Alfonso Fernández Torres (Torreperogil, Jaén, 12 de desembre de 1907 - Manzanares, Ciudad Real, 15 de desembre de 1978) va ser un advocat, polític i dirigent socialista espanyol. És considerat el «Pare del socialisme» a Jaén.

## Vida

### Primers anys
Era fill de Luis Fernández Redondo, afusellat el 20 de desembre de 1941, i pare de l'advocat i escriptor Alfonso Fernández Malo. Va ser condemnat a un any de presó per participar activament en la Revolució de 1934. Va ser secretari provincial a Jaén de UGT i del PSOE abans de la guerra civil, a més de compromissari per a l'elecció del President de la Segona República Espanyola.

### Guerra Civil i postguerra
Durant la Guerra Civil va ocupar diferents càrrecs de responsabilitat al capdavant de la Federació Provincial Socialista, així com, diversos càrrecs públics com a president de la Diputació Provincial de Jaén. Al març de 1939 va representar a la Federació de Jaén en la reunió de federacions provincials socialistes celebrada a Madrid després del cop d'estat del coronel Casado per a triar una nova Comissió Executiva del PSOE oposada a Negrín que substituís a la dirigida per Ramón Lamoneda, negrinista. Pocs dies després, va ser detingut en el port d'Alacant, d'on va passar al camp de concentració dels Ametllers, i d'aquí a les presons d'Úbeda i Jaén. En aquesta última va ser reclòs dos dies abans que el seu pare fos afusellat, el 20 de desembre de 1941. Condemnat a mort en Consell de Guerra, la pena li va ser commutada per 30 anys de presó, dels quals va complir 7.
En ser alliberat el 1948 se li va prohibir l'exercici de l'advocacia i va ser bandejat a Sevilla, on va treballar com a administratiu en un garatge i on va continuar la seva activitat política i sindical en la clandestinitat, creant i presidint la Federació Socialista Andalusa. Per la seva labors clandestines va ser detingut diverses vegades, el 1950 i 1958. A través del seu fill i de Jaime Fernández Gallardo, es va posar en contacte i va apadrinar l'ingrés en les Joventuts Socialistes, de Felipe González, Alfonso Guerra, Antonio Prieto Durán i Luis Yáñez, conformant el nucli per a la reorganització del PSOE. En l'escissió en el PSOE durant el Congrés de Suresnes es va mantenir en el sector històric i va ser president de l'executiva nacional. En el posterior congrés de 1976 a Espanya, es va preocupar per la incorporació d'un grup del sector històric al sector renovat.

### Transició
Va encapçalar la llista del PSOE per Jaén en les Eleccions generals espanyoles de 1977, sent elegit diputat a Corts. Es va mantenir en el sector crític, defensant la tradició republicana i marxista del Partit.

## Mort
El 15 de desembre de 1978, una setmana després d'aprovar-se la Constitució Espanyola, va morir en el descarrilament que va sofrir el tren Talgo en el que viatjava des de Madrid a Jaén, en l'estació de Manzanares.